# Gerhard Stübner
Gerhard Stübner (* 15. Mai 1943 in Gera; † 15. Dezember 2021 in Bad Grund) war ein Lyriker und Mediziner.

## Leben
Stübner kam in Gera zur Welt. Er wuchs in Thüringen und Hessen auf. Nach dem Abitur studierte er Medizin. 1971 promovierte er mit dem Thema: Klinik und Pathologie der Tumoren und tumorähnlichen Knochenveränderungen am Neurocranium. 1985 bis 2005 war er Chefarzt in Hannover.
Er war verheiratet und Vater von zwei Töchtern. Gerhard Stübner starb im Alter von 78 Jahren am 15. Dezember 2021 in Bad Grund.

### Dichterisches Schaffen
1997 veröffentlichte Stübner seinen ersten Gedichtband Zeitsplitter. Es folgten weitere Gedicht- und Erzählbände. Stübners Bücher wurden mehrfach im Ärzteblatt rezensiert.
Sein Selbstverständnis als Autor formulierte er: Ja, für die, die gleich empfinden, bin ich Rufer, Mahner, Freund, für die And’ren bleib ich fremd.
Er war Mitglied im Freien Deutschen Autorenverband und gehörte zum Vorstand des Landesverbandes FDA-Nord (Niedersachsen-Bremen).

## Werke (Auswahl)

### Gedichtbände
- Zeichen und Kerben am Stab meiner Zeit – Gedichte Selbstverlag, Papierflieger 2020, ISBN 978-3-86948-782-3.
- Gedankenwölfe. Wiesenburg Verlag, 2019, ISBN 978-3-95632-981-4.
- Unwucht – Gedichte zur Zeit. Wiesenburg Verlag 2016, ISBN 978-3-95632-412-3.
- Am Tor zur Erde. Wiesenburg Verlag 2014, ISBN 978-3-95632-115-3.
- Einundfünfzig Gedichte. Wiesenburg Verlag 2011, ISBN 978-3-942063-59-3.
- Auf dem Wortfluss : Gedichte zur Zeit. Wiesenburg Verlag 2007, ISBN 978-3-939518-56-3.
- Zeitabdrücke. Jans Verlag 2000, ISBN 978-3-927639-20-1.

### Erzählung
- Gerhard Stübner: Das Wasser der Tiefe, Selbstverlag, Papierflieger Verlag 2021, ISBN 978-3-86948-827-1.

### Anthologien
- Stimmen aus dem Hinterhaus : Gedichte und Kurzgeschichten. als Hrsg.: Gerhard Stübner, Horst Meister, Anne Ocker, Heike Rosenbaum, Geest-Verlag, 2016, ISBN 978-3-86685-568-7.

## Mitgliedschaft
- Freier Deutscher Autorenverband